# Lower Avon

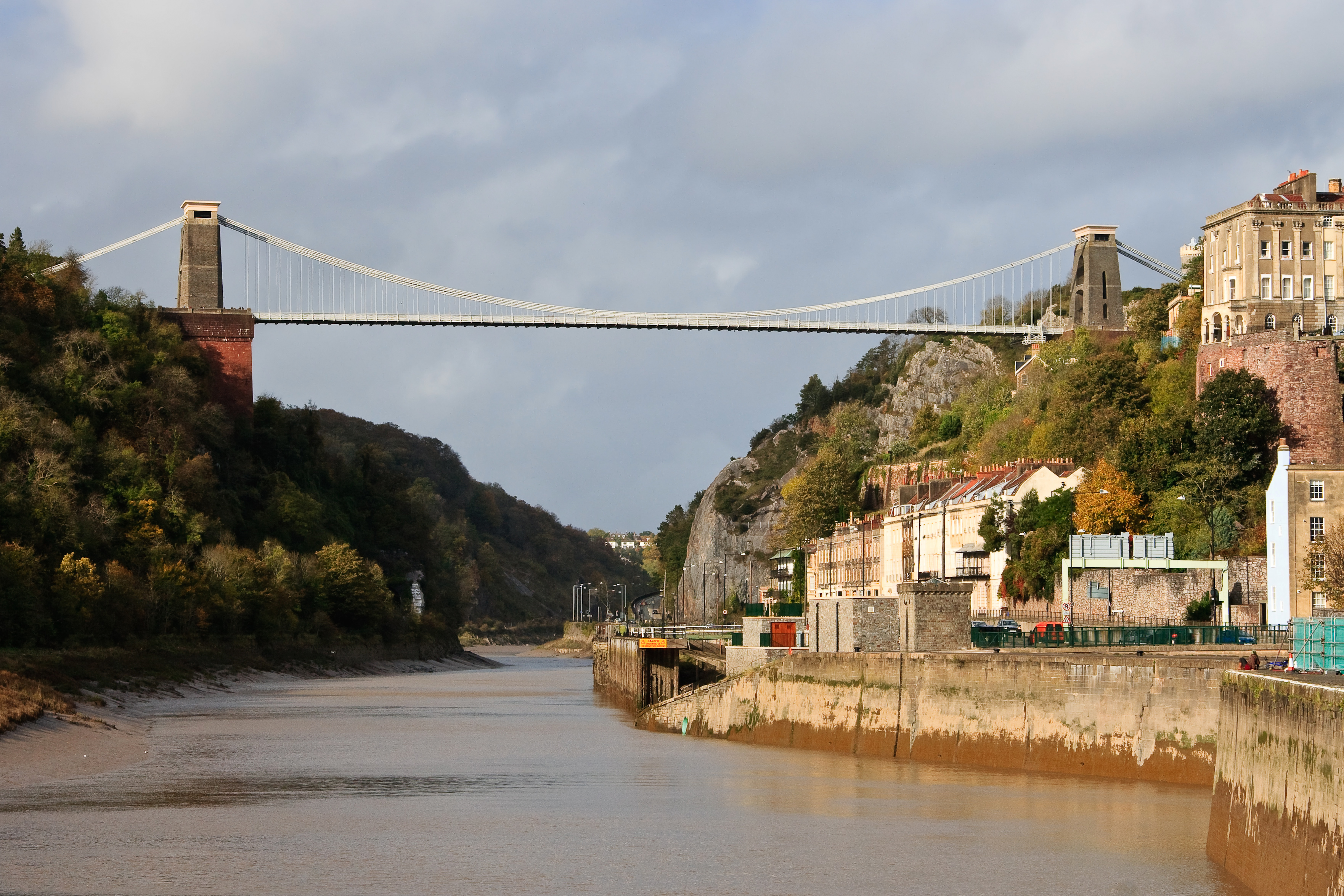
De Clifton Suspension Bridge over de Avon in Bristol

De Lower Avon is een 120 km lange rivier in het zuidwesten van Engeland. De rivier ontstaat bij Chipping Sodbury in Gloucestershire en stroomt vervolgens door Wiltshire. Hij passeert de steden Malmesbury, Chippenham, Bradford on Avon, Bath en Bristol, waar de rivier uitkomt in het estuarium van de Severn (Kanaal van Bristol).
De Lower Avon is vanaf de monding bevaarbaar tot aan de Pulteney Bridge in Bath. In het centrum van Bristol is de Avon omgeleid via de New Cut, die tussen 1804 en 1809 werd aangelegd. De oude rivierarm is hier met sluizen afgesloten en vormt de Floating Harbour, de haven van Bristol.